# Mark Miller (cestista)
Mark Miller (Chicago, 15 settembre 1975) è un ex cestista e allenatore di pallacanestro statunitense, professionista in Croazia, Turchia, Germania, Francia, Grecia e Polonia.

## Palmarès

### Individuale
- Basketball-Bundesliga MVP: 1

Telekom Bonn: 2000-01